# Războiul celei de a Doua Coaliții
„A Doua Coaliție” (1798–1802) a fost a doua tentativă a monarhilor europeni, în frunte cu Monarhia Habsburgică a Austriei și cu Imperiul Rus, de a opri sau de a elimina Franța revoluționară. Ele au format o nouă alianță cu scopul de a reversa cuceririle militare ale Franței. Austria și Rusia au ridicat noi armate pentru campanii în Germania și Italia în 1799.
În vara lui 1798, Napoleon Bonaparte a condus o expediție în Egipt. Între timp, în absența sa din Europa, izbucnirea de violențe în Elveția a atras susținerea franceză împotriva vechii Confederații Elvețiene. Când revoluționarii au răsturnat guvernul cantonului Berna, i armată franceză a pătruns în Elveția, cu scopul declarat de a-i susține pe republicanii elvețieni. În nordul Italiei, generalul rus Aleksandr Suvorov a obținut o serie de victorii, îndepărtându-i pe francezii conduși de Moreau din valea Padului, împingându-i către Alpii Francezi și spre coasta Liguriei. Armatele ruse au fost însă învinse în Republica Helvetică (Elveția) de comandantul francez André Masséna, iar Suvorov s-a retras; în cele din urmă, rușii au părăsit coaliția după ce Marea Britanie a insistat să primească dreptul de a percheziționa orice vas oprit pe mare. În Germania, arhiducele Carol al Austriei i-a împins pe francezii conduși de Jean-Baptiste Jourdan înapoi peste Rin și a obținut câteva victorii în Elveția. Jourdan a fost înlocuit cu Massena, care apoi a combinat armatele Dunării și Elveției.
În 1799, Napoleon a revenit din Egipt, a reorganizat armata și a preluat el însuși controlul asupra operațiunilor din Italia. În urma victoriilor de la Marengo și Hohenlinden, Franța a impus Coaliției tratatul de la Lunéville și pe cel de la Amiens.